# Floscopa tuberculata
Floscopa tuberculata är en himmelsblomsväxtart som beskrevs av Charles Baron Clarke. Floscopa tuberculata ingår i släktet Floscopa och familjen himmelsblomsväxter. Inga underarter finns listade.